# 西之表市
西之表市（にしのおもてし）は、鹿児島県の南部、大隅諸島の種子島北部にある市。

## 概要

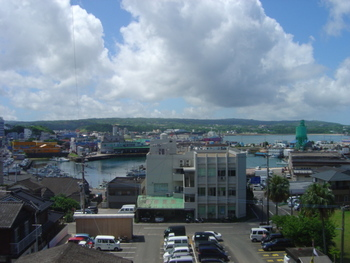
西之表市街地

かつて、日本最南端の士族である種子島家の城下町として栄えた。
現在は熊毛支庁や国の出先機関が置かれ、種子島および熊毛地区の政治・経済の中心を担っている。

## 地理

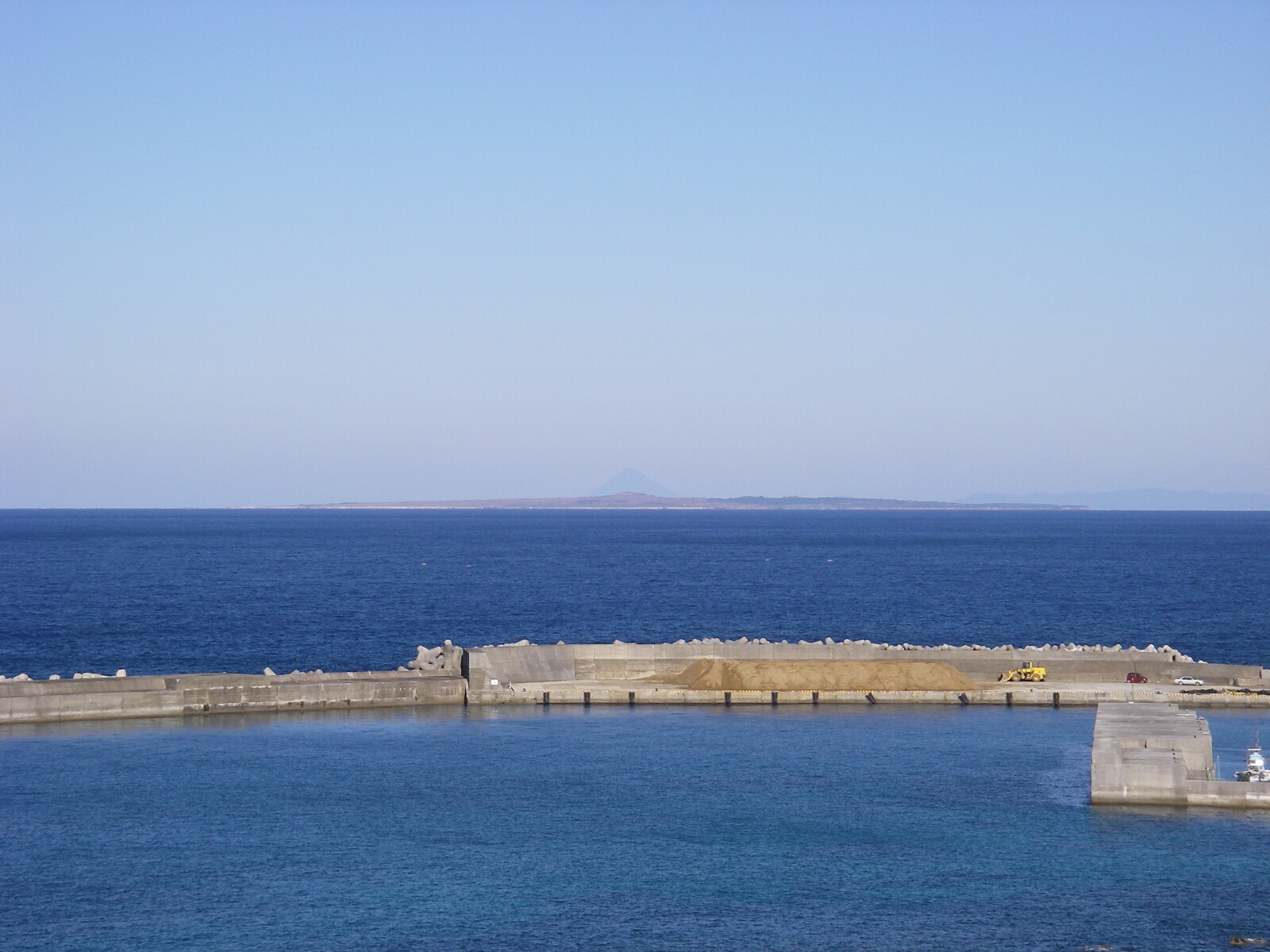
馬毛島

天気次第では馬毛島以外の島も見える。左・硫黄島、右・竹島。

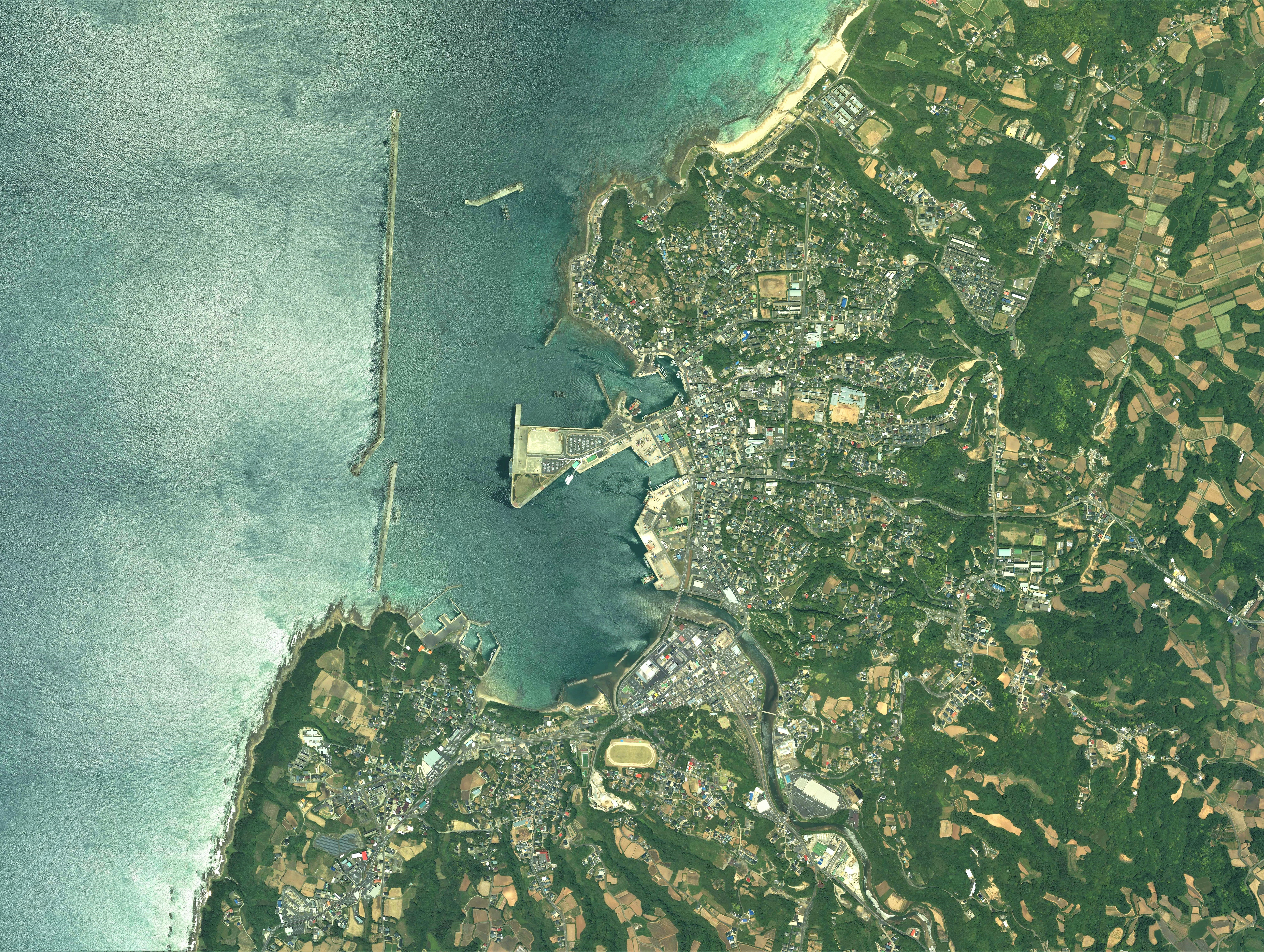
西之表市中心部周辺の空中写真。
2018年5月11日撮影の8枚を合成作成。。

### 位置
- 鹿児島市南方115 kmの海上にある。
- 大隅諸島に属する。西は東シナ海、東は太平洋、北は大隅海峡に面している。今後発生が予見されている南海トラフ巨大地震の際には、市内の海岸に最大6mの津波が到達することが予想されている[1]。南は熊毛郡中種子町に隣接する。
- 南北25.2 km、東西8.2 km、周囲63 kmで、面積は種子島全体の約45%を占める。
- 馬毛島：面積8.2 km2（1980年（昭和55年）に一時無人島となったが、現在は15名の住民登録がある為、有人島扱いとなっている）

### 地域
- 安城
- 安納
- 伊関
- 国上
- 現和
- 住吉
- 西之表
- 古田
- 馬毛島

以下は町名設置により、大字西之表から独立した町である。()内は発足年。
- 池田(1950年)
- 西町(1953年)
- 東町(1953年)
- 鴨女町(1956年)
- 天神町(1979年)
- 栄町(1980年)
- 桜が丘(1981年)

### 人口
| |                                          |  |
| 西之表市と全国の年齢別人口分布（2005年） | 西之表市の年齢・男女別人口分布（2005年） |  |
| ■紫色 ― 西之表市 ■緑色 ― 日本全国 | ■青色 ― 男性 ■赤色 ― 女性                |  |
| 西之表市（に相当する地域）の人口の推移 \| 1970年（昭和45年） \| 26,222人 \| \| \| 1975年（昭和50年） \| 24,266人 \| \| \| 1980年（昭和55年） \| 23,537人 \| \| \| 1985年（昭和60年） \| 22,692人 \| \| \| 1990年（平成2年） \| 20,952人 \| \| \| 1995年（平成7年） \| 19,822人 \| \| \| 2000年（平成12年） \| 18,866人 \| \| \| 2005年（平成17年） \| 18,198人 \| \| \| 2010年（平成22年） \| 16,951人 \| \| \| 2015年（平成27年） \| 15,967人 \| \| \| 2020年（令和2年） \| 14,708人 \| \| |                                          |  |
| 総務省統計局 国勢調査より |                                          |  |
| 1970年（昭和45年） | 26,222人                                 |  |
| 1975年（昭和50年） | 24,266人                                 |  |
| 1980年（昭和55年） | 23,537人                                 |  |
| 1985年（昭和60年） | 22,692人                                 |  |
| 1990年（平成2年） | 20,952人                                 |  |
| 1995年（平成7年） | 19,822人                                 |  |
| 2000年（平成12年） | 18,866人                                 |  |
| 2005年（平成17年） | 18,198人                                 |  |
| 2010年（平成22年） | 16,951人                                 |  |
| 2015年（平成27年） | 15,967人                                 |  |
| 2020年（令和2年） | 14,708人                                 |  |

### 隣接自治体
鹿児島県
- 熊毛郡：中種子町

## 歴史

種子島時尭（日本初の銃導入と国産化を導いた大名）

### 古代
種子島は7世紀に飛鳥朝廷の影響下に入り、多禰国司（島司）が設置(702-824)された。

### 中世
中世には島津荘の一部に組み込まれ、14世紀に種子島家が島主となる。その後、島津家に属した。

### 近世
16世紀末、第16代島主・種子島久時は朝鮮入り遅延を理由に知覧4,500石に所替えとなったが、江戸時代を通じて種子島は依然として種子島家の私領地であった。

### 近代
太平洋戦争末期には米軍上陸の可能性が濃くなり、1944年（昭和19年）に特設警備大隊が駐屯、1945年（昭和20年）には種子島独立混成部隊（12,000人）に膨れ上がり、米軍機の空襲も受けた。

### 沿革
明治
- 1889年（明治22年）4月1日 : 町村制施行に伴い、熊毛郡北種子村が発足。

大正
- 1926年（大正15年）4月1日 : 改称・町制施行し西之表町となる。

昭和
- 1958年（昭和33年）10月1日 : 市制施行し、西之表市となる[2]。当時の推計人口は33,546人。
- 1959年（昭和34年） : この年以降、人口が減少に転じる（同年10月1日時点の推計人口は33,593人）。

## 政治

西之表市役所のガジュマル

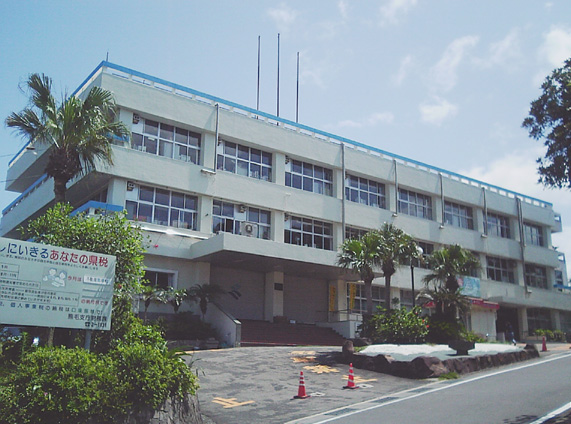
熊毛支庁本館

### 行政

#### 市長
- 市長：八板俊輔（2017年3月19日就任、3期目）

#### 役所
- 西之表市役所
- 熊毛支庁舎
- 種子島合同庁舎

#### 広域行政
- 種子島地区広域事務組合（種子島1市2町による事務組合）

### 県政機関
- 鹿児島県 熊毛支庁
- 鹿児島県土地改良事業団体連合会熊毛事務所
- 鹿児島県農業試験場熊毛支場

## 国家機関

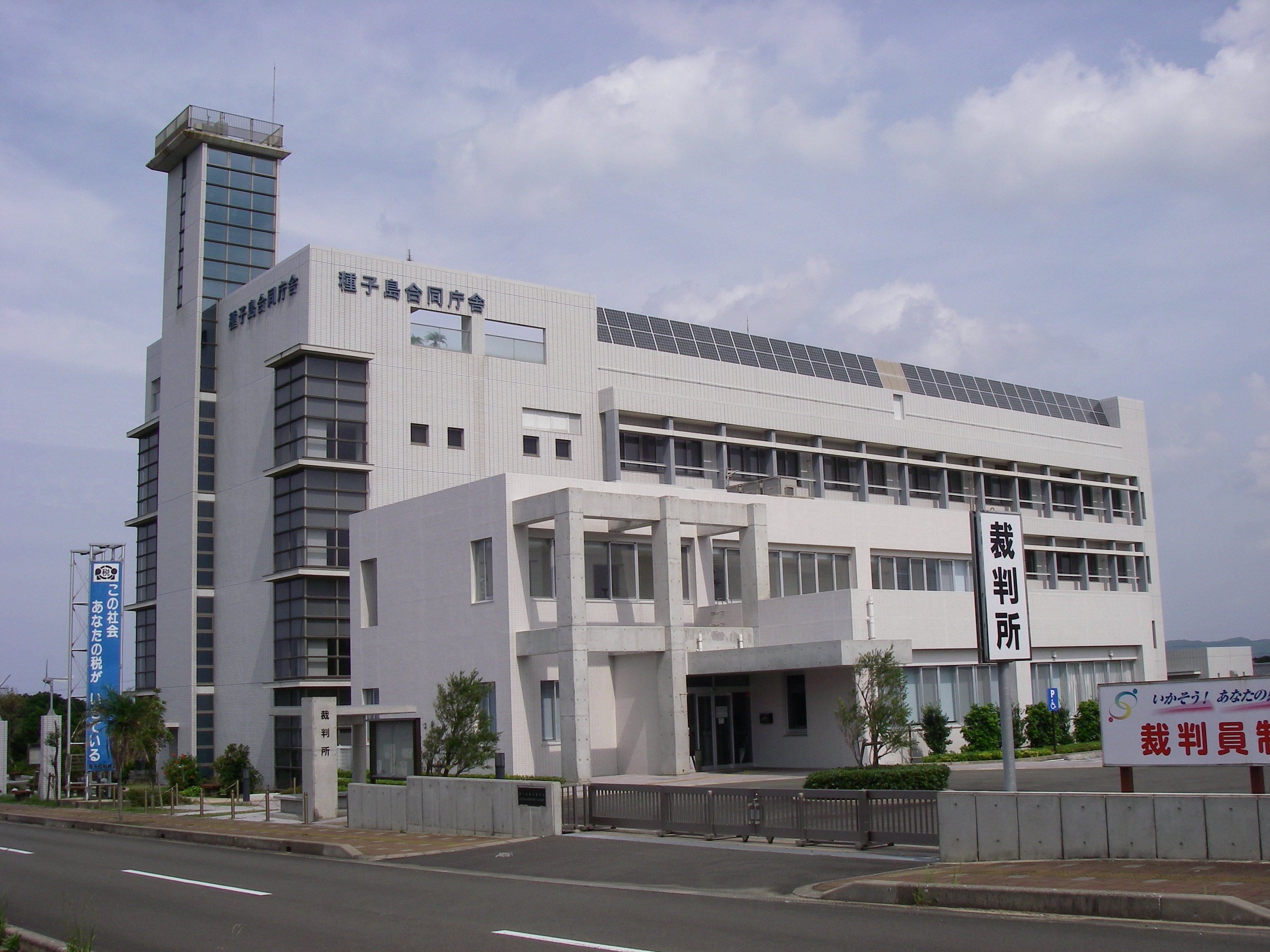
種子島合同庁舎

- 種子島合同庁舎

### 法務省
- 鹿児島地方法務局種子島出張所

検察庁
- 種子島区検察庁

### 財務省
国税庁
- 熊本国税局 種子島税務署

### 厚生労働省
- 鹿児島労働局鹿児島公共職業安定所熊毛出張所

### 農林水産省
- 九州農政局鹿児島農政事務所西之表統計・情報センター

### 国土交通省
気象庁
- 鹿児島地方気象台種子島特別地域気象観測所

### 防衛省
自衛隊
- 自衛隊鹿児島地方協力本部種子島駐在員事務所

### 裁判所
- 種子島簡易裁判所

### 独立行政法人
- 国立研究開発法人農業・食品産業技術総合研究機構九州沖縄農業研究センター種子島研究拠点

## 施設

### 警察
本部
- 鹿児島県警察 種子島警察署

交番
- 西之表交番

駐在所
- 国上駐在所
- 現和駐在所
- 古田駐在所

### 消防
本部
- 熊毛地区消防組合消防本部

消防署
- 西之表消防署

消防団
- 西之表市消防団（事務所管は市総務課）

国上・上西・榕城・下西・住吉・伊関・安納・現和・安城・古田・立山・中割の各分団が置かれており、各校区を分担するほか、榕城分団は馬毛島校区もあわせて担当する。また「女性分団」も置かれており、市内一円を単独で担当する。

### 医療
主な病院
- 種子島医療センター（救急指定病院）

### 郵便局
日本郵便
- 種子島郵便局（集配局）

- 国上郵便局
- 現和郵便局

- 古田郵便局
- 西之表安納郵便局

- 西之表住吉郵便局

簡易郵便局
- 安城簡易郵便局
- 伊関簡易郵便局

- 鴨女簡易郵便局
- 立山簡易郵便局

- 中割簡易郵便局

- 美浜簡易郵便局

### 図書館
主な図書館
- 種子島視聴覚ライブラリー

### 文化施設
- あっぽーランド（ダム湖の周辺に作られた多目的施設群）

### 運動施設
- 西之表市民体育館

## 対外関係

### 姉妹都市・提携都市

#### 海外
姉妹都市
- ヴィラ・ド・ビスポ市（ポルトガル共和国 アルガルヴェ地方）
  - 1993年（平成5年）10月1日 - 姉妹都市盟約

#### 国内
姉妹都市
- 伊佐市（九州地方 鹿児島県）
  - 1962年（昭和37年）11月10日 - 旧大口市・伊佐郡菱刈町と姉妹都市盟約

提携都市
- 堺市（近畿地方 大阪府）
  - 1986年（昭和61年）10月18日 - 友好都市盟約
- 長浜市（近畿地方 滋賀県）
  - 1987年（昭和62年）10月8日 - 友好都市盟約

## 経済

### 第一次産業

#### 農業
農業協同組合
- 種子屋久農業協同組合 西之表支所
  - Aコープ西之表店[4]

#### 漁業
漁業協同組合
- 種子島漁業協同組合 本所

### 第三次産業

#### 商業
市街地の西町・東町商店街を中心に、様々な業種が充実している。
主な大型商業施設
- サンシード（ショッピングセンター）
- だいわ 西之表店（ショッピングセンター）
- コスモタウン（総合ショッピングモール）（2007年11月17日開業[要出典]）

### 金融
主な銀行
- 鹿児島銀行 種子島支店
- 南日本銀行 種子島支店

信用金庫
- 鹿児島相互信用金庫 種子島支店
- 九州労働金庫 種子島支店

## 情報・通信

種子島中継局

### マスメディア

#### 中継局
- 種子島中継局
- 西之表市内テレビ中継局

## 教育

### 高等学校
県立
- 鹿児島県立種子島高等学校（西之表）

### 中学校
市立
- 西之表市立種子島中学校（西之表）（榕城中学校、安城中学校、国上中学校、現和中学校、住吉中学校、古田中学校を統合し、2009年4月に開校）

### 小学校
市立
- 西之表市立安城小学校（安城）
- 西之表市立安納小学校（安納）
- 西之表市立伊関小学校（伊関）
- 西之表市立上西小学校（西之表）
- 西之表市立国上小学校（国上）
- 西之表市立現和小学校（現和）
- 西之表市立下西小学校（西之表）
- 西之表市立住吉小学校（住吉）
- 西之表市立立山小学校（安城） ※休校中
- 西之表市立古田小学校（古田）
- 西之表市立榕城小学校（西之表）

### 幼稚園
- キリスト幼稚園（鴨女）
- 西之表幼稚園（西町）
- 明朗幼稚園（西之表）
- 榕城幼稚園（西之表）

### 保育園
- 安城保育園（安城）
- 安納双葉保育園（安納）
- 国上保育園（国上）
- 現和保育園（現和）
- 住吉保育園（住吉）
- ひばり園（西之表）
- 古田保育園（古田）
- 平和の園保育園（西之表）
- 若宮保育園（西之表）

### 自動車学校
- 種子島自動車学校（指定自動車教習所）（西之表）
全国でも数少ない、全種類の自動車免許が取得できる学校である。合宿による免許取得も扱っている為、島外から入学する人も多い[要出典]。武田鉄矢（歌手）が免許を取得した学校としても知られる。

## 交通

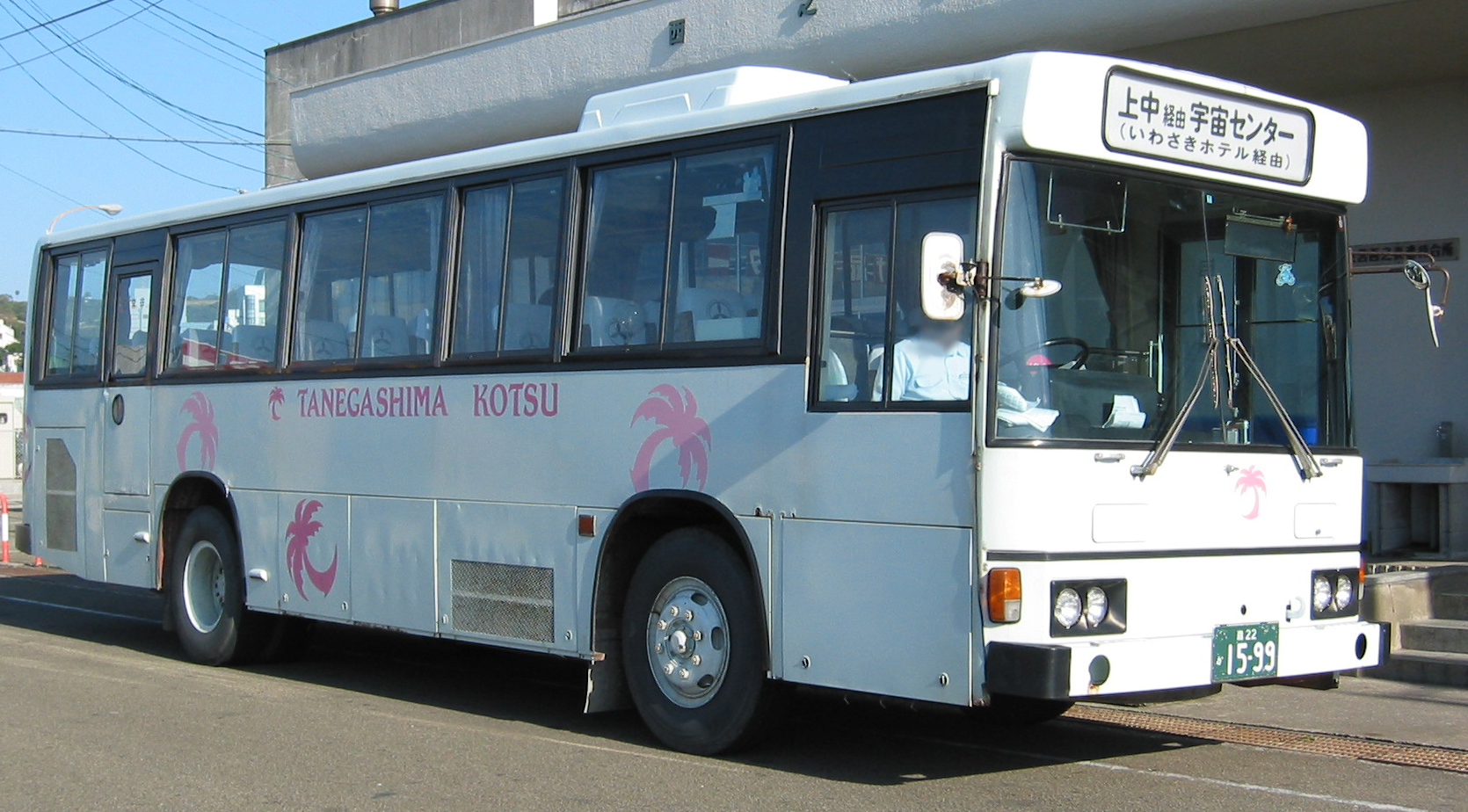
種子島・屋久島交通

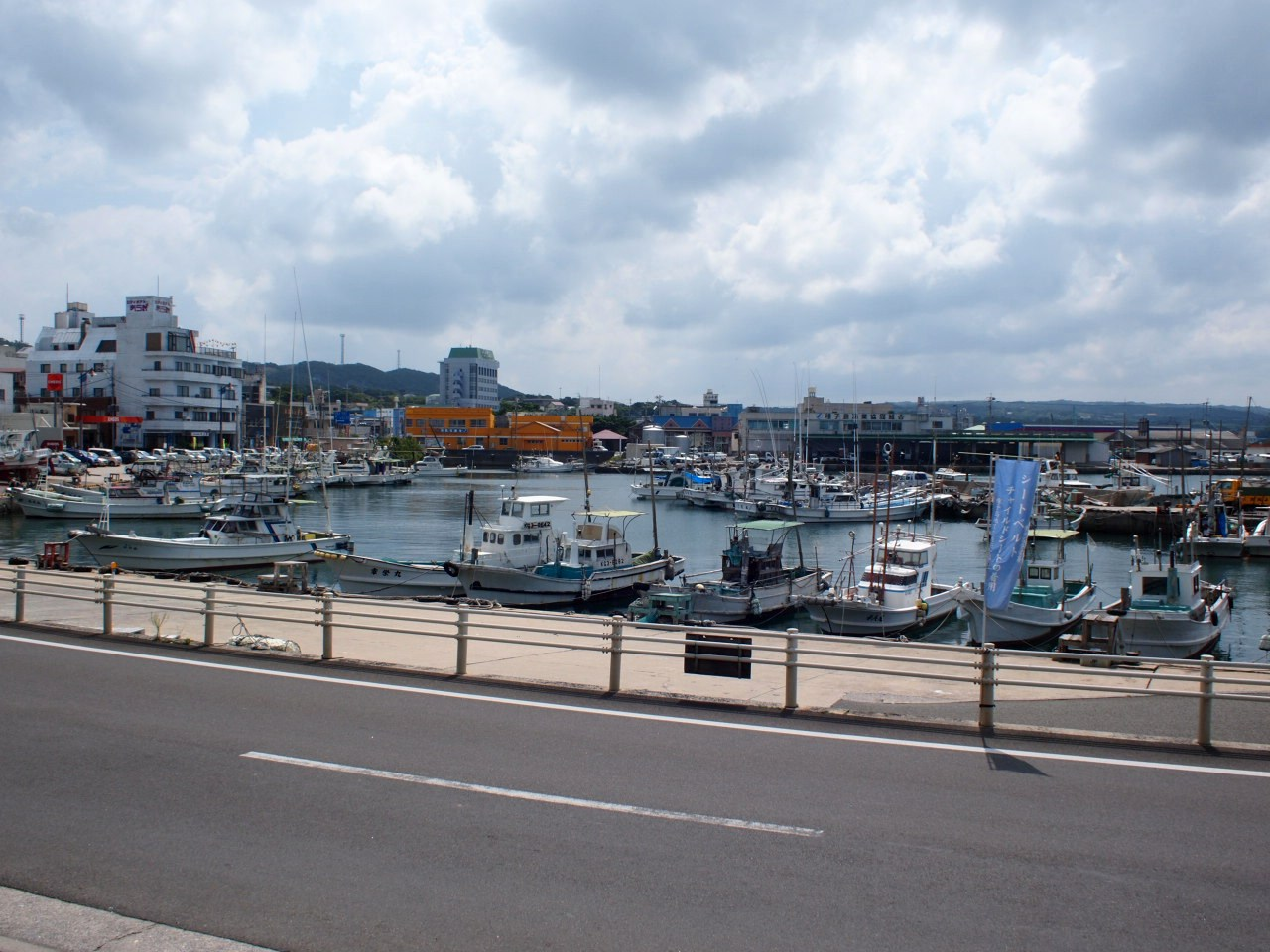
西之表港

### 空路

#### 空港
- 種子島空港（中種子町）
  - 日本エアコミューター：鹿児島空港へ就航

### バス
- 和人組バス事業部 - 2020年に旧大和バスの事業を譲り受け、種子島内の全バス路線を運行する。種子島3市町（西之表市 - 中種子町 - 南種子町）を結ぶ路線、西之表市各地と種子島空港を結ぶ路線がある。
- 種子島・屋久島交通 - 西之表市街地循環バス「わかさ姫」を運行受託する。いわさきグループに属し、かつては種子島交通として島内各地にバス路線を運行していたが、現在は一般路線からは撤退した。

なお、両社ともに全線が日曜・祝日には運休する。

### 道路

#### 国道
- 国道58号

#### 県道
主要地方道
- 鹿児島県道75号西之表南種子線
- 鹿児島県道76号野間十三番西之表線

一般県道
- 鹿児島県道581号伊関国上西之表港線
- 鹿児島県道582号西之表港線
- 鹿児島県道591号国上安納線

### 航路

#### 船舶
高速船（ジェットフォイル）が鹿児島および屋久島・指宿へ運航されている。かつては鹿児島商船とコスモラインによるダブルトラックだったが、種子屋久高速船として統合された。
フェリーについては、鹿児島および屋久島へ1日1往復程度運航されている。
※詳細は運航各社の項目または公式サイトなどを参照。

#### 港湾
- 西之表港
  - トッピー & ロケット（高速船） : 鹿児島・屋久島・指宿 行き（種子屋久高速船が運航）
  - プリンセスわかさ（フェリー） : 鹿児島 行き（コスモラインが運航）
  - フェリーはいびすかす（フェリー） : 鹿児島・屋久島 行き（鹿商海運が運航）
- 島間港（南種子町）
  - フェリー太陽（フェリー） : 屋久島・口永良部島 行き（屋久島町が運航）

## 観光

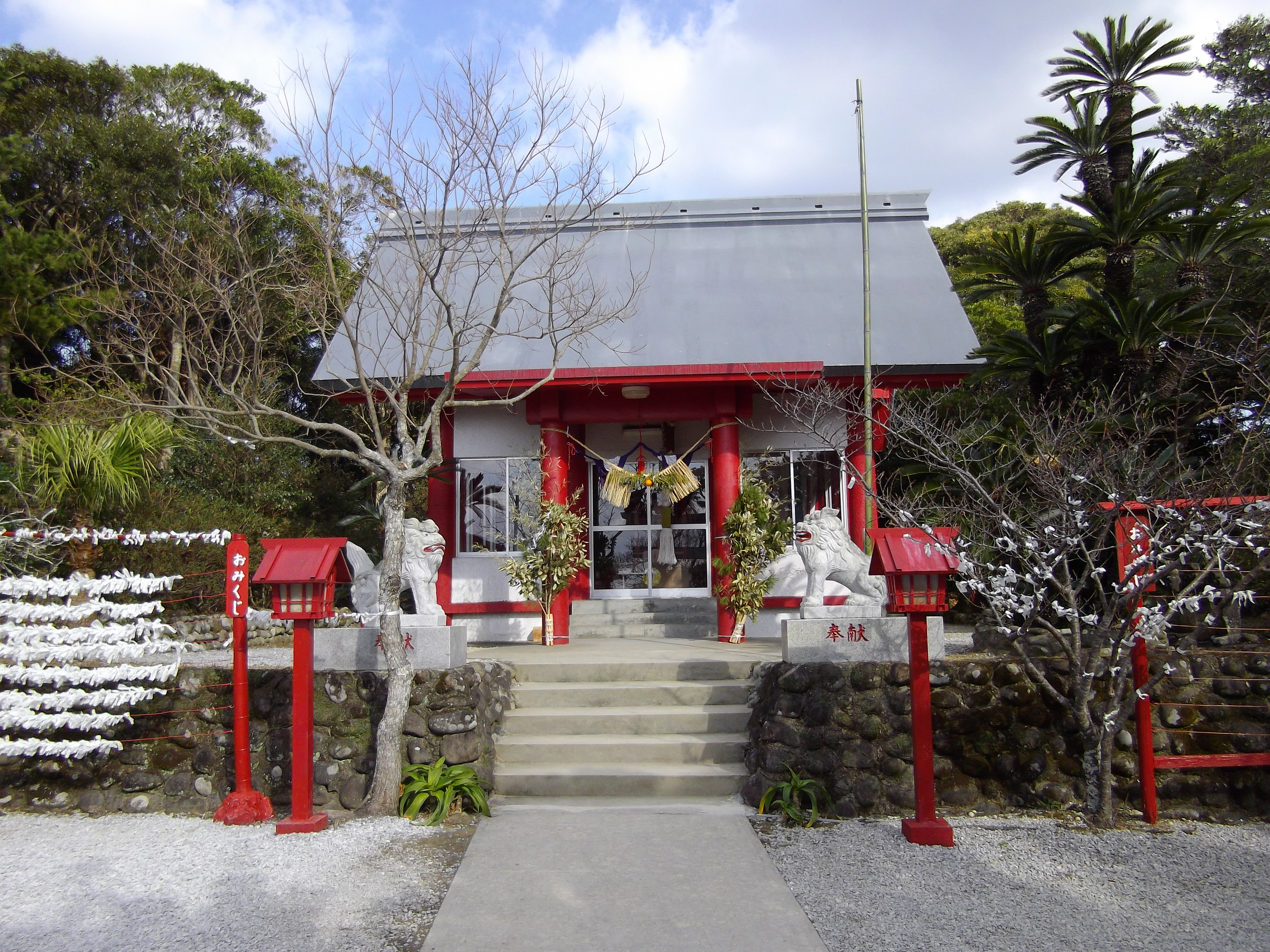
伊勢神社

喜志鹿崎灯台

西之表市の花木ブッソウゲ（西之表市）

### 名所・旧跡
主な城郭
- 赤尾木城

主な寺院
- 慈遠寺跡
- 本蓮寺

主な神社
- 安納神社
- 伊勢神社
- 伊関神社
- 浦田神社
- 蛭子神社
- 風本神社
- 菅原神社
- 住吉神社
- 諏訪神社
- 栖林神社
- 清和神社
- 玉之山神社
- 豊受神社
- 葉山八幡神社
- 弓矢八幡宮

### 観光スポット
- 鉄砲館（種子島開発総合センター）
- わかさ公園
- 鉄浜（かねはま）海岸
- 喜志鹿崎灯台
- 火立の峯展望所
- 木折坂展望所

## 文化・名物

### 祭事・催事
- 種子島鉄砲まつり（8月）

### 名産・特産
特産品
- 種子鋏
- 種子包丁
- 種子島焼
- 種子島茶
- サツマイモ（安納いも）

## 出身関連著名人

### 出身著名人
- 烏帽子美久（柔道家）
- 川口雪篷（書家）
- 島津海空（力士）
- 常の山勝正（力士）
- 長野力（政治家）
- 西村天囚（ジャーナリスト） - 「天声人語」の名付け親
- 橋口英子（バレーボール選手）
- 八板俊輔（政治家）